# Gabriel Zakuani
Gabriel Abdala Zakuani (Kinshasa, 1986. május 31. –) kongói labdarúgó, jelenleg a Gillingham játékosa.